# Seseli decipiens
Seseli decipiens är en flockblommig växtart som beskrevs av Carl Friedrich von Ledebour och Heinrich Gottlieb Ludwig Reichenbach. Seseli decipiens ingår i släktet säfferötter, och familjen flockblommiga växter. Inga underarter finns listade i Catalogue of Life.